# دونگنهایم
دونگنهایم (به آلمانی: Düngenheim) یک شهر در آلمان است که در کوخم-تسل واقع شده‌است. دونگنهایم ۱٬۳۱۵ نفر جمعیت دارد.